# Cássio de Souza Soares
Cássio de Souza Soares meglio noto come Lincoln (São Brás do Suaçuí, 22 gennaio 1979) è un ex calciatore brasiliano, di ruolo centrocampista offensivo.

## Caratteristiche tecniche
Il suo ruolo naturale è quello di centrocampista offensivo, ma può anche adattarsi da seconda punta.

## Statistiche

### Presenze e reti nei club
Statistiche aggiornate al 23 novembre 2014.
| Stagione                | Squadra                 | Campionato              | Campionato | Campionato | Coppe nazionali | Coppe nazionali | Coppe nazionali | Coppe continentali | Coppe continentali | Coppe continentali | Altre coppe | Altre coppe | Altre coppe | Totale | Totale |
| Stagione                | Squadra                 | Comp                    | Pres       | Reti       | Comp            | Pres            | Reti            | Comp               | Pres               | Reti               | Comp        | Pres        | Reti        | Pres   | Reti   |
| ----------------------- | ----------------------- | ----------------------- | ---------- | ---------- | --------------- | --------------- | --------------- | ------------------ | ------------------ | ------------------ | ----------- | ----------- | ----------- | ------ | ------ |
| 1997                    | Atlético Mineiro        | A                       | 1          | 0          | -               | -               | -               | -                  | -                  | -                  | -           | -           | -           | 1      | 0      |
| 1998                    | Atlético Mineiro        | A                       | 17         | 2          | -               | -               | -               | -                  | -                  | -                  | -           | -           | -           | 17     | 2      |
| 1999                    | Atlético Mineiro        | A                       | 15         | 2          | -               | -               | -               | -                  | -                  | -                  | -           | -           | -           | 15     | 2      |
| 2000                    | Atlético Mineiro        | A                       | 17         | 0          | -               | -               | -               | -                  | -                  | -                  | -           | -           | -           | 17     | 0      |
| 2001                    | Atlético Mineiro        | A                       | 0          | 0          | -               | -               | -               | -                  | -                  | -                  | -           | -           | -           | 0      | 0      |
| Totale Atletico Mineiro | Totale Atletico Mineiro | Totale Atletico Mineiro | 50         | 4          |                 |                 |                 |                    |                    |                    |             |             |             | 50     | 4      |
| 2001-2002               | Kaiserslautern          | BL                      | 27         | 9          | CG              | 3               | 3               | -                  | -                  | -                  | -           | -           | -           | 30     | 12     |
| 2002-2003               | Kaiserslautern          | BL                      | 20         | 2          | CG              | 4               | 2               | Int                | 2                  | 0                  | -           | -           | -           | 26     | 4      |
| 2003-2004               | Kaiserslautern          | BL                      | 6          | 2          | CG              | 0               | 0               | -                  | -                  | -                  | -           | -           | -           | 6      | 2      |
| Totale Kaiserslautern   | Totale Kaiserslautern   | Totale Kaiserslautern   | 53         | 13         |                 | 7               | 5               |                    | 2                  | 0                  |             |             |             | 62     | 18     |
| 2004-2005               | Schalke 04              | BL                      | 31         | 12         | CG              | 6               | 2               | CU                 | 5                  | 1                  | -           | -           | -           | 42     | 15     |
| 2005-2006               | Schalke 04              | BL                      | 29         | 5          | CG              | 1               | 0               | UCL+CU             | 6+6                | 3+3                | SG          | 2           | 0           | 44     | 11     |
| 2006-2007               | Schalke 04              | BL                      | 23         | 3          | CG              | 2               | 2               | CU                 | 2                  | 0                  | -           | -           | -           | 27     | 5      |
| Totale Schalke 04       | Totale Schalke 04       | Totale Schalke 04       | 83         | 20         |                 | 9               | 4               |                    | 19                 | 7                  |             | 2           | 0           | 113    | 31     |
| 2007-2008               | Galatasaray             | SL                      | 19         | 5          | CT              | 2               | 0               | CU                 | 7                  | 2                  | -           | -           | -           | 28     | 7      |
| 2008-2009               | Galatasaray             | SL                      | 23         | 8          | CT              | 3               | 0               | UCL+CU             | 2+10               | 0+1                | ST          | 1           | 0           | 39     | 9      |
| Totale Galatasaray      | Totale Galatasaray      | Totale Galatasaray      | 42         | 13         |                 | 5               | 0               |                    | 19                 | 3                  |             | 1           | 0           | 67     | 16     |
| 2010                    | Palmeiras               | A                       | 19         | 3          | -               | -               | -               | CS                 | 5                  | 0                  | -           | -           | -           | 24     | 3      |
| 2011                    | Palmeiras               | A                       | 6          | 0          | -               | -               | -               | -                  | -                  | -                  | -           | -           | -           | 6      | 0      |
| Totale Palmeiras        | Totale Palmeiras        | Totale Palmeiras        | 25         | 3          |                 |                 |                 |                    | 5                  | 0                  |             |             |             | 30     | 3      |
| gen. 2011               | Avai                    | A                       | 17         | 3          | -               | -               | -               | -                  | -                  | -                  | -           | -           | -           | 17     | 3      |
| 2012                    | Coritiba                | A                       | 33         | 4          | -               | -               | -               | -                  | -                  | -                  | -           | -           | -           | 33     | 4      |
| 2013                    | Coritiba                | A                       | 27         | 4          | -               | -               | -               | CS                 | 3                  | 0                  | -           | -           | -           | 30     | 4      |
| Totale Coritiba         | Totale Coritiba         | Totale Coritiba         | 70         | 8          |                 |                 |                 |                    | 3                  | 0                  |             |             |             | 39     | 8      |
| 2014                    | Bahia                   | A                       | 9          | 1          | CB              | 0               | 0               | -                  | -                  | -                  | -           | -           | -           | 9      | 1      |
| Totale carriera         | Totale carriera         | Totale carriera         | 339        | 65         |                 | 21              | 9               |                    | 48                 | 10                 |             | 3           | 0           | 411    | 84     |

## Palmarès

### Club
- Coppa di Lega tedesca: 1

Schalke 04: 2005
- Coppa di Germania: 1

Schalke 04: 2005-2006
- Campionato turco: 1

Galatasaray: 2007-2008
- Supercoppa di Turchia: 1

Galatasaray: 2008